# Roncocreagris roncoides
Roncocreagris roncoides är en spindeldjursart som först beskrevs av Beier 1955.  Roncocreagris roncoides ingår i släktet Roncocreagris och familjen helplåtklokrypare. Inga underarter finns listade i Catalogue of Life.